# SCR Tucàn
Le SCR Tucàn est un système de drone de reconnaissance développé dans le cadre du Spanish Unmanned Aircraft Program et commercialisé par SCR.

## Histoire
Il a été développé en parallèle au drone SCR Atlantic.

## Spécifications
- portée = 1h30 selon le fabricant[1] et selon une autre source, elle est de 3h30[2]
- altitude = 8 000 m maximum
- envergure = 2,73 m
- masse utile = 5 kg
- type moteur = électrique

## Opérateurs militaires
- Espagne 6 exemplaires commandés en 2017 en tant qu'observateur d'artillerie[3] et en service dès 2018[2]. Il complète les drones RQ-11 Raven dont il assume certaines tâches[4], ainsi que dans une autre mesure le Aeronautics Defense Orbiter. Il est appelé à remplacer le IAI Searcher[2]. Son véhicule porteur est le URO VAMTAC[2].